# 2021年北九州市議会議員選挙
2021年北九州市議会議員選挙（2021ねんきたきゅうしゅうしぎかいぎいんせんきょ）は、北九州市の議決機関である北九州市議会を構成する議員を全面改選するために行われる選挙である。

## 概要
市議会議員の任期4年が満了したことに伴って実施された。7選挙区57議席に対して81名が立候補した。

## 基礎データ
- 選挙事由：任期満了
- 告示日：2021年1月22日
- 投票日：2021年1月31日
- 議員定数：57人
- 選挙区：7選挙区
- 候補者数：81人

## 当選した議員
自民党 
 公明党 
 共産党 
 立憲民主党 
 日本維新の会 
 無所属 
| 門司区   | 渡辺徹     | 日野雄二   | 奥村直樹 | 中島慎一   | 小宮敬子   |
| 門司区   | 高橋都     |            |          |            |            |
| 小倉北区 | 大石仁人   | 佐藤栄作   | 中村義雄 | 木畑広宣   | 冨士川厚子 |
| 小倉北区 | 松岡裕一郎 | 大石正信   | 世良俊明 | 吉田幸正   | 篠原研治   |
| 小倉北区 | 出口成信   |            |          |            |            |
| 小倉南区 | 森結実子   | 泉日出夫   | 木下幸子 | 吉村太志   | 渡辺修一   |
| 小倉南区 | 森本由美   | 金子秀一   | 藤沢加代 | 渡辺均     | 西田一     |
| 小倉南区 | 有田絵里   | 井上秀作   |          |            |            |
| 若松区   | 三宅まゆみ | 本田忠弘   | 本田一郎 | 三原朝利   | 山内涼成   |
| 八幡東区 | 戸町武弘   | 成重正丈   | 井上真吾 | 白石一裕   |            |
| 八幡西区 | 井上純子   | 山本眞智子 | 中島隆治 | 村上直樹   | 鷹木研一郎 |
| 八幡西区 | 村上幸一   | 宮崎吉輝   | 松尾和也 | 浜口恒博   | 村上聡子   |
| 八幡西区 | 永井佑     | 田仲常郎   | 伊藤淳一 | 香月耕治   | 大久保無我 |
| 戸畑区   | 田中元     | 岡本義之   | 荒川徹   | 河田圭一郎 |            |